# Silvester Ács
Silvester Ács (* 15. ledna 1945) byl slovenský a československý politik Komunistické strany Slovenska a poslanec Sněmovny národů Federálního shromáždění za normalizace.

## Biografie
K roku 1981 se profesně uvádí jako vedoucí oprav a údržby. Ve volbách roku 1981 zasedl do slovenské části Sněmovny národů (volební obvod č. 87 - Šaľa, Západoslovenský kraj). Ve Federálním shromáždění setrval do konce funkčního období, tedy voleb roku 1986.